# Platysoma javanum
Platysoma javanum är en skalbaggsart som beskrevs av Miłosz A. Mazur 1972. Platysoma javanum ingår i släktet Platysoma och familjen stumpbaggar. Inga underarter finns listade i Catalogue of Life.